# Phostria hesusalis
Phostria hesusalis is een vlinder uit de familie van de grasmotten (Crambidae). De wetenschappelijke naam van deze soort is voor het eerst gepubliceerd in 1859 door Francis Walker.
De spanwijdte bedraagt ongeveer 38 millimeter.
De soort komt voor in Mali, Sierra Leone, Liberia, Ghana, Togo, Nigeria, Kameroen, Equatoriaal-Guinea, Congo-Brazzaville en Congo-Kinshasa.